# Мексиканский ядозуб
Мексиканский ядозуб, или скорпион, или тола-хини (лат. Heloderma horridum), — ядовитая ящерица семейства ядозубов.

## Описание

### Внешний вид
Отличается от жилатье более крупными размерами (старые особи достигают почти 90 см в длину, из которых почти половину занимает хвост, и массы до 4,5 кг), а также более тёмной окраской с пятнами и полосами жёлтых тонов, обычно не образующими правильного поперечного узора. Встречаются и одноцветные, серовато-бурые и почти чёрные экземпляры. Спина покрыта чешуйками. Нижние зубы ядовиты: яд вырабатывают слюнные железы, расположенные под нижней челюстью.

### Распространение
Распространён на побережье Калифорнийского залива в западной и юго-западной Мексике, проникая примерно на 275 км вглубь страны. На юге ареала проникает в Гватемалу (подвиды Heloderma horridum alvarezi и Heloderma horridum charlesbogerti), а на севере сравнительно небольшая популяция (подвид Heloderma horridum exasperatum) обитает на границе мексиканских штатов Сонора и Синалоа.
Населяет полузасушливые каменистые местности; встречается на дне каньонов, в пересохших руслах рек и в редколесьях.
Днем скорпионы прячутся в норы, которые роют себе сами или занимают те, что оставили другие животные. Могут не выползать наружу и проводить здесь неподвижно по несколько дней. Двигаться начинают с наступлением темноты, но настолько медленно, что не могут ни убежать, ни преследовать.

### Питание
Охотится на змей, мелких грызунов, других ящериц, птиц и птичьи яйца. Запасы жира откладывают в хвосте .

### Размножение
Сезон размножения — в феврале—марте; через 2 месяца самка откладывает 3—13 чуть продолговатых яиц, закапывая их на глубину до 12 см; инкубация длится 6 месяцев.

## Охранный статус
У мексиканского ядозуба мало врагов, кроме койотов, некоторых хищных птиц и человека.
Численность скорпиона относительно стабильна, но местами снижается в связи с разрушением местообитаний. Особое опасение вызывает состояние изолированного узкоареального подвида Heloderma horridum charlesbogerti, обитающего в сухих лесах долины Мотагуа на северо-востоке Гватемалы. Численность этого эндемичного подвида мексиканского ядозуба в природе не превышает 200 особей. Heloderma horridum charlesbogerti является одной из редчайших и угрожаемых ящериц мировой фауны.
Мексиканский ядозуб занесён в Красную книгу МСОП и Конвенцию о международной торговле СИТЕС.

## Классификация
Вид образует 4 подвида:
- Heloderma horridum horridum — распространён в Мексике от штата Сонора до штата Оахака
- Heloderma horridum alvarezi — распространён в мексиканском штате Чьяпас и в северо-западной Гватемале; среди ящериц этого подвида часто встречаются одноцветные тёмноокрашенные, почти чёрные экземпляры
- Heloderma horridum exasperatum — распространён от южной части штата Сонора до северной части Синалоа
- Heloderma horridum charlesbogerti — обитает только в долине Мотагуа на северо-востоке Гватемалы

Ареалы трёх подвидов перекрываются, а Heloderma horridum charlesbogerti изолирован от других подвидов.